# 파울루 잉카

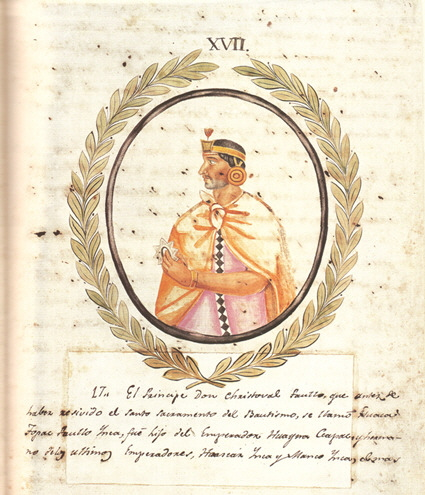
파울루 잉카

파울루 잉카(스페인어: Paullu Inca)는 스페인 군인들에 의해 추대된 잉카 제국의 사파 잉카이다. 스페인 군대의 감시를 피해 달아나 신잉카국을 세운 망코 잉카 유팡키의 뒤를 이어 즉위하였다.

## 일생
파울루 잉카는 우아이나 카팍의 아들이고,우아스카르, 아타우알파, 투팍 우알파, 망코 잉카 유팡키의 이복형제이다.
망코 잉카가 즉위한 직후에는, 파울루 잉카는 망코 잉카의 열성적인 지지자였다. 그랬기에 그는 망코 잉카가 1535년에 디에고 데 알마그로가 이끄는 스페인 원정대에게 숨겨진 보물들의 위치를 알려주라는 지시 또한 충실히 따랐다. 파울루 잉카는 이때 대사제와도 함께 동행하였는데, 원정대가 보물을 다 찾고 돌아오는 동안 대사제는 원정대에서 몰래 빠져나와 도망쳤다. 이후 망코 잉카가 스페인인들의 탄압에서 탈출하여 잉카 대군을 규합, 반란을 일으키게 된다.
알마그로의 원정대가 쿠스코로 돌아온 이후, 망코 잉카는 쿠스코에 대한 대대적인 포위 공격을 하게 된다. 이 당시에 파울루 잉카는 스페인인들의 편을 들었으며, 나중에 망코 잉카가 포위전에 실패하고 후퇴하자 스페인인들에 의하여 새로운 황제에 오르게 된다.
그는 원정대를 도와 충실하게 남아메리카 지역 정복과 안정화 작업을 도왔고, 1539년에는 곤잘로 피사로를 도와 스페인에 반란하는 세력들을 완전히 축출했다.
이러한 공적을 인정받아, 그는 카를 5세에게 총독으로 임명받았고, 감사의 뜻을 표하는 편지도 함께 받았다. 1543년에는 가톨릭으로 개종하였으며, 1549년에 평화로운 죽음을 맞이하여 쿠스코에 있는 성당 지하실에 묻혔다.

### 자손
파울루 잉카는 수없이 많은 자식들을 남겼다. 하지만 그들 중 파울루 잉카가 크게 관심이나 애정을 쏟은 자식들은 없었다. 그의 자식들 중 한명인 카를로스 잉카가 나중에 포토시 광산에서 일하는 원주민들과 이민 노동자들에게 정신적 지주가 되었다는 말이 전해져 내려오고 있다. 파울루 잉카의 손자이자 카를로스 잉카의 아들인 멜코르 카를로스 잉카는 1582년, 11살의 나이로 아버지의 재산을 물려받았으며 쿠스코에 살며, 후안 멜코르 카를로스 잉카를 낳았다.
후안 멜코르 카를로스 잉카는 나중에 바르셀로나로 건너가 군수 산업에 종사하다가 1630년에 자식 없이 죽었다.